# Gaëlle Charlot
 (juillet 2025).
Motif : aucune WP:SS solide et centrée, et hors critères
- Archive Wikiwix
- Bing
- Cairn
- DuckDuckGo
- E. Universalis
- Gallica
- Google
- G. Books
- G. News
- G. Scholar
- Persée
- Qwant
- (zh) Baidu
- (ru) Yandex
- (wd) trouver des œuvres sur Wikidata

| 1. | Préciser le motif de la pose du bandeau. | Précisez le motif de la pose du bandeau en utilisant la syntaxe suivante : {{admissibilité à vérifier\|date=juillet 2025\|motif=remplacez ce texte par le motif}}                   |
| 2. | Informer les utilisateurs concernés.     | Pensez à avertir le créateur de l'article, par exemple, en insérant le code ci-dessous sur sa page de discussion : {{subst:avertissement admissibilité à vérifier\|Gaëlle Charlot}} |

 (mai 2023).
Gaëlle Charlot (née en 1974) est une graphiste, designer, et illustratrice française, notamment en littérature jeunesse.

## Biographie
Gaëlle Charlot est née en Auvergne. Elle a obtenu une licence en arts plastiques à l'Université Jean Monnet-Saint Étienne. Puis, elle a suivi des études à l'École supérieure d'art et de design d'Orléans, où elle a obtenu un DNSEP.
Elle exerce en tant que graphiste, designer, webmestre et illustratrice, à la fois dans les domaines de la communication, la presse, le design textile et l'édition.
Elle a vécu à Orléans, Grenoble, Tokyo, puis à Montpellier,.

## Distinction
Elle a obtenu le Grand Prix de la Société des gens de lettres (SGDL) du livre Jeunesse en 2012, pour Départs d'enfants dont elle est l'illustratrice et écrit par Nicolas Gerrier. 

## Publications
Elle a participé à une œuvre éditée:
- Départs d'enfants, Nicolas Gerrier, l'Atelier du poisson soluble, 2011

### Sources primaires
1. ↑  « Charlot Gaëlle – L'atelier du poisson soluble » (consulté le 13 avril 2020)
2. ↑  « Gaëlle Charlot », sur GraphicJobs.com (consulté le 13 avril 2020)
3. ↑  « Grand Prix SGDL du Livre Jeunesse », sur www.sgdl.org (consulté le 6 janvier 2024)